# Dimas Filgueiras
Dimas Filgueiras Filho, mais conhecido como Dimas Filgueiras (Rio de Janeiro, 13 de maio de 1944 — Fortaleza, 22 de dezembro de 2023), foi um treinador e ex-futebolista brasileiro, Dimas atuava de lateral-esquerdo e zagueiro. Dimas é ex-funcionário do Ceará Sporting Club onde trabalhou de 1972 até 2018, e já exerceu todos os cargos no clube, menos presidente. Faleceu em 22 de dezembro de 2023.

## Carreira
Dimas chegou no estado do Ceará no ano de 1971, vindo do Botafogo, para jogar com a camisa do Fortaleza Esporte Clube a pedido do técnico Castilho, mas logo no ano seguinte, no dia 02 de novembro de 1972 , Dimas assinou contrato com o maior rival do time tricolor, o Ceará Sporting Club, onde como jogador trabalhou até 1976, depois foi ser supervisor.
Dimas é conhecido como o Soldado Alvinegro e é o quebra-galho do Ceará nos momentos mais complicados, quando sempre assume o comando técnico do time.
Entre as glórias de Dimas no Ceará como treinador estão o Cearense de 1996, a Copa do Brasil de 1994 e o Campeonato Brasileiro de 2010.
No Campeonato Estadual de 1996 o time tinha ganhou o 1º e o 2º turno, mas acabou perdendo a final do 3º turno para o Ferroviário, por ter perdido o 3º turno o presidente do Ceará na época disse que não o queria mais no comando do time para as finais, mas Dimas "se segurou" com a ajuda do conselheiro do clube Assis Furtado e disse que só entregaria o time campeão. Como houvera prometido, Dimas foi campeão com o time e no outro dia entregou o cargo de treinador.
Em 1994 o time do Ceará não vinha bem no campeonato regional e, de repente, o treinador que iria dirigir o time na 4ª feira contra o Palmeiras (SP) em jogo válido pela Copa do Brasil foi demitido na 2ª feira, então Dimas Filgueiras assumiu o comando da equipe interinamente para arrumar o time para o jogo, porém o Ceará acabou eliminando o Palmeiras da competição e Dimas foi efetivado. No comando de Dimas o Ceará foi vice-campeão da Copa, o que lhe garantiu pela primeira vez na história a classificação para uma competição internacional, a Copa Conmebol de 1995.
Em 2010 após a passagem de dois treinadores que não agradaram, o presidente do Ceará resolveu dar uma chance ao velho Soldado Alvinegro, que mostrou toda a sua competência e conseguiu classificar o time pela segunda vez na história a uma competição internacional, dessa vez a Copa Sul-Americana de 2011.
Em 2011 Dimas Filgueiras assume o comando técnico do Ceará pela 40ª vez na história, buscando tentar salvar o time alvinegro do rebaixamento para Série B de 2012. Em 01 de fevereiro de 2012 completou a marca de 500 jogos dirigindo o Ceará, na vitória de 5 x 1 sobre a equipe do Tiradentes.
No dia 14 de março de 2013, Dimas foi novamente técnico do Ceará, após a demissão de Ricardinho.
Após o clássico-rei, o técnico Leandro Campos foi anunciado, e Dimas Filgueiras se tornou auxiliar-técnico. Leandro Campos foi demitido dia 4 de junho e Dimas voltou a ser o técnico.
Após dois jogos, dois empates, o Ceará acertou com Sérgio Guedes.
Em 2018, após 46 anos, Dimas Filgueiras anunciou a sua aposentadoria.

## Morte
O ex futebolista e treinador morreu em 22 de dezembro de 2023 aos 79 anos de falência múltipla de órgãos, nos últimos anos, o ídolo do Ceará vinha lutando contra Doença de Alzheimer.

## Estatísticas como treinador
| Anos      | Clube | Jogos | Vitórias | Empates | Derrotas |
| --------- | ----- | ----- | -------- | ------- | -------- |
| 1994-2015 | Ceará | 514   | 250      | 156     | 108      |

## Títulos como jogador
Botafogo
- Campeonato Carioca: 1968
- Campeonato Brasileiro: 1968
- Torneio Rio-São Paulo: 1966
- Taça Guanabara: 1968
- Torneio Início: 1963 e 1967

Ceará
- Campeonato Cearense: 1975 e 1976

## Títulos como treinador
Ceará
- Campeonato Cearense: 1989, 1996 e 2002